# Philip Nye
Philip Nye (c. 1595–1672) fue un destacado teólogo inglés independiente y miembro de la Asamblea de Westminster de Divinos. Fue el principal asesor de Oliver Cromwell en asuntos religiosos y en la regulación de la Iglesia.

## Vida
Philip Nye nació en una familia de clase media en Sussex, alrededor de 1595. Ingresó en la Universidad de Oxford como estudiante de Brasenose College el 21 de julio de 1615. Luego, pasó al Magdalen Hall, Oxford, donde estudió bajo la tutela de un tutor puritano. Se graduó en Magdalen Hall con un título en Artes en 1619 y un M.A. en 1622. Luego recibió órdenes sagradas y se convirtió en vicario de la Iglesia de St Michael de Cornhill, cerca de Londres. Se enfrentó al tribunal episcopal y huyó a Holanda, pasando los años 1633–1640 en el exilio.
Más tarde ocupó la parroquia de Acton y fue enviado por el Parlamento en una misión al encarcelado rey Carlos I.
Fue uno de los Cinco Hermanos Disidentes en la Asamblea de Westminster, y líder del grupo junto a Thomas Goodwin. Con el apoyo del Lord Kimbolton, tuvo conexiones influyentes con el Ejército Parlamentario y también tuvo la rectoría de Kimbolton, entonces en Huntingdonshire. Según Ivan Roots, el eventual arreglo eclesiástico bajo el Protectorado siguió de cerca las propuestas de 1652, delineadas por Nye con John Owen y otros.
Nye coescribió y promovió el Solemn League and Covenant. Pacto y la Liga Solemne. Junto con Stephen Marshall, "fue enviado con los comisionados que fueron del Parlamento inglés a Escocia, con el fin de obtener y establecer un acuerdo con la nación escocesa, y solicitar su ayuda". Fue miembro del subcomité parlamentario que creó el Directorio para el Culto Público de 1644 y en gran medida lo escribió él mismo. En 1647, fue uno de los predicadores que fueron del Parlamento a Carlos I en la Isla de Wight, con el fin de salvar su alma y construir un arreglo político.Samuel Butler escribió un poema sobre él, "Sobre la barba de Acción de Gracias de Philip Nye", y lo mencionó en Hudibras.

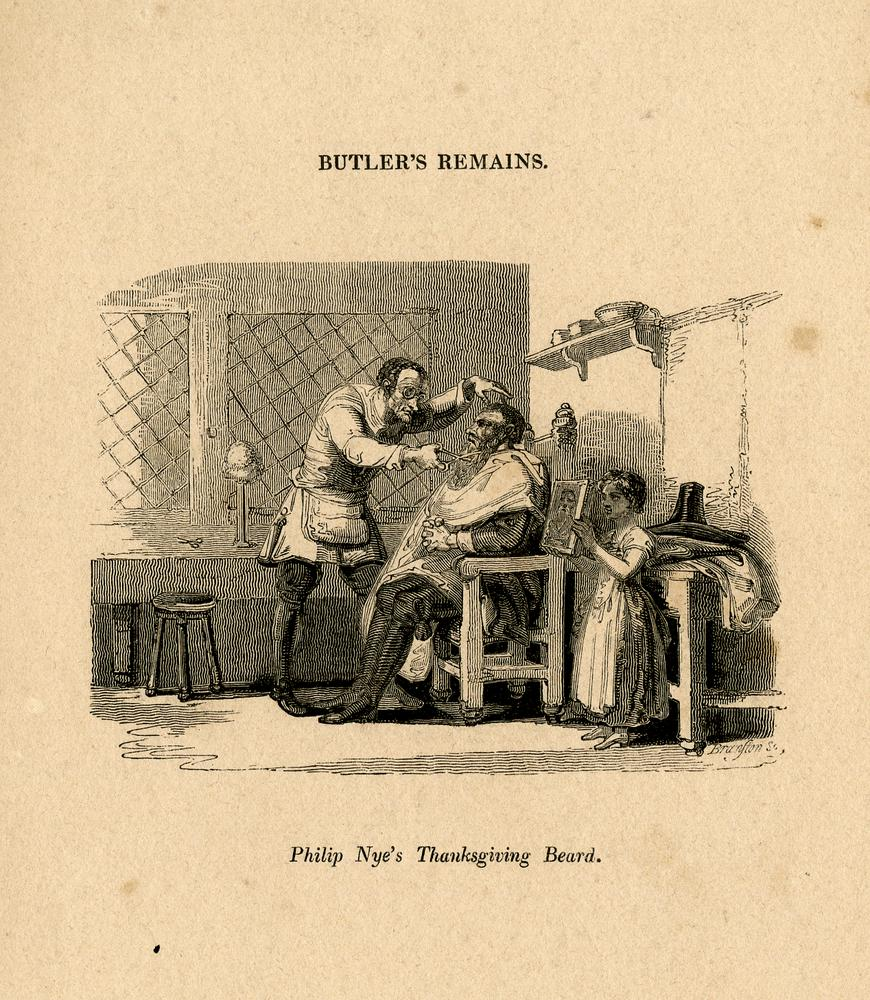
Acción de Gracias de Philips Nye en 1827

Cuando se restauró la monarquía en 1660, Nye fue inicialmente excluido del perdón general. Eso debería haber significado ser ahorcado, destripado y descuartizado. Sin embargo, fue incluido posteriormente en la Ley de Indemnidad bajo la condición de que no aceptara ningún cargo eclesiástico, civil, militar o público. En su lugar, trabajó para una iglesia independiente como doctor en teología, hasta su muerte en 1672.

## Sobre la tolerancia
Nye y Goodwin coescribieron "Una Narración Apologética", abogando por la tolerancia de congregaciones calvinistas fuera de una iglesia nacional presbiteriana propuesta. Su texto, presentado al Parlamento el 3 de enero de 1644, argumentaba que las iglesias congregacionales estaban más cerca de la práctica de los primeros cristianos y eran más adecuadas para la cambiante época. Esto significaba que podían evitar que sus puntos de vista fueran debatidos en la Asamblea de Westminster, donde habrían sido superados en número y tal vez derrotados. Sin embargo, en los Debates de Whitehall de 1648, Nye respaldó la opinión de Henry Ireton de que la tolerancia debería estar limitada por el estado y se unió en oposición al Catecismo Racoviano.

## Opiniones
Nye fue famoso por apoyar la libertad religiosa e independencia. Se opuso a "un presbiterio con un estado civil", pero por lo demás le gustaba el presbiterianismo por sus firmes puntos de vista bíblicos.
Nye, junto con Thomas Goodwin, abogó enérgicamente por permitir que los judíos regresaran a Inglaterra. Su súplica contó con el estímulo directo de Cromwell, aunque salvajes rumores antisemitas y una antipatía pública generalizada hicieron que la readmisión fuera políticamente imposible.Fue un fuerte oponente de la astrología y la superstición en general.